# Torneo di Viareggio 1957
Il Torneo di Viareggio 1957 è stata la nona edizione del torneo calcistico riservato alle formazioni giovanili di squadre di tutto il mondo ed organizzato dalla CGC Viareggio. Ad aggiudicarsi il torneo è stato il Milan per la quarta volta nella storia della competizione.
Le 8 squadre partecipanti arrivavano da soli 3 Paesi differenti e la maggior parte di esse, 6, dall'Italia. La formula del torneo cambiò rispetto a quella in vigore nelle precedenti edizioni con il numero dei partecipanti che passò a sole 8 formazioni.

## Squadre partecipanti
Squadre italiane
- Fiorentina
- Lanerossi Vicenza
- Milan
- Roma
- Sampdoria
- Udinese

Squadre europee
- Dukla Praga -
- Partizan -

## Formato
Le 8 squadre sono organizzate in diversi turni ad eliminazione diretta. Il primo turno, i quarti di finale, prevedono gare di andata e ritorno, mentre le semifinali e le finali sono in gara singola.

## Tabellone
|  | Quarti di finale  | Quarti di finale  | Quarti di finale | Quarti di finale | Quarti di finale |   |           | Semifinali | Semifinali | Semifinali |           |                 | Finale          | Finale          | Finale |  |
|  |                   |                   |                  |                  |                  |   |           |            |            |            |           |                 |                 |                 |        |  |
|  | Partizan          | Partizan          | 1                | 0                | 1                |   |           |            |            |            |           |                 |                 |                 |        |  |
|  | Partizan          | Partizan          | 1                | 0                | 1                |   |           |            |            |            |           |                 |                 |                 |        |  |
|  | Sampdoria         | Sampdoria         | 1                | 1                | 2                |   |           |            |            |            |           |                 |                 |                 |        |  |
|  | Sampdoria         | Sampdoria         | 1                | 1                | 2                |   | Sampdoria | Sampdoria  | 0          |            |           |                 |                 |                 |        |  |
|  |                   |                   |                  |                  |                  |   | Sampdoria | Sampdoria  | 0          |            |           |                 |                 |                 |        |  |
|  |                   |                   | Roma             | Roma             | 1                |   |           |            |            |            |           |                 |                 |                 |        |  |
|  | Lanerossi Vicenza | Lanerossi Vicenza | Roma             | Roma             | 1                | 0 | 3         | 3          |            |            |           |                 |                 |                 |        |  |
|  | Lanerossi Vicenza | Lanerossi Vicenza |                  |                  |                  |   |           | 3          |            |            |           |                 |                 |                 |        |  |
|  | Roma              | Roma              | 2                | 2                | 4                |   |           |            |            |            |           |                 |                 |                 |        |  |
|  | Roma              | Roma              | 2                | 2                | 4                |   | Roma      | Roma       | 1          |            |           |                 |                 |                 |        |  |
|  |                   |                   |                  |                  |                  |   |           |            |            |            |           |                 |                 |                 |        |  |
|  |                   |                   | Milan            | Milan            | 4                |   |           |            |            |            |           |                 |                 |                 |        |  |
|  | Fiorentina        | Fiorentina        | Milan            | Milan            | 4                | 1 | 2         | 3          |            |            |           |                 |                 |                 |        |  |
|  | Fiorentina        | Fiorentina        |                  |                  |                  | 1 | 2         | 3          |            |            |           |                 |                 |                 |        |  |
|  | Milan             | Milan             | 3                | 3                | 6                |   |           |            |            |            |           |                 |                 |                 |        |  |
|  | Milan             | Milan             | 3                | 3                | 6                |   | Milan     | Milan      | 1          |            |           | Finale 3º posto | Finale 3º posto | Finale 3º posto |        |  |
|  |                   |                   |                  |                  |                  |   | Milan     | Milan      | 1          |            |           |                 |                 |                 |        |  |
|  |                   |                   | Udinese          | Udinese          | 1                |   |           |            |            |            |           |                 |                 |                 |        |  |
|  | Dukla Praga       | Dukla Praga       | Udinese          | Udinese          | 1                | 0 | 1         | 1          |            |            | Sampdoria | Sampdoria       | 2               |                 |        |  |
|  | Dukla Praga       | Dukla Praga       |                  |                  |                  |   |           | 1          |            |            | Sampdoria | Sampdoria       | 2               |                 |        |  |
|  | Udinese           | Udinese           | 1                | 1                | 2                |   |           | Udinese    | Udinese    | 3          |           |                 |                 |                 |        |  |

## Finale
| Arbitro: | Jonni (Macerata) |

| |            | |
| Marchioro 15’ Baruffi 52’ Magistrelli 79’ Ghioni 87’                                               | Marcatori  | 12’ Santopadre                                                                                         |
| Ducati Corradi Fassetta Migliavacca Ghioni Beltrami Reina Marchioro Magistrelli Vaccarossa Baruffi | Formazioni | Jacoponi Marcato Bonifazi Marcellini Pentrelli Scaratti Baccarini Compagno Orlando Amatucci Santopadre |